# 갯벌타워
갯벌타워는 대한민국 인천광역시 연수구 송도동에 위치한 건축물이다. 지상 21층, 지하 3층으로 구성되어 있고 2001년 9월에 착공하여 2004년 6월에 완공하였다.

## 내부 시설
- 14층: 중소기업진흥공단 인천지역본부
- 12층, 13층, 14층: 선박안전기술공단

## 같이 보기
- 미추홀타워